# Wiesław Skołucki
Wiesław Skołucki (Żarnowiec, 24 dicembre 1937 – Breslavia, 8 agosto 2015) è stato un vescovo vetero-cattolico polacco.
Fu ordinato sacerdote il 27 maggio 1961. Nel 1982 il sinodo della Diocesi di Breslavia lo scelse, assieme a  Zygmunt Koralewski come nuovo vescovo della Chiesa. Durante l'VIII Sinodo Nazionale della Chiesa polacco-cattolica, il 29 aprile 1987, la maggioranza confermò la scelta di Skołucki come vescovo ordinario di Breslavia e di Zygmunt Koralewski come vescovo suffraganeo della stessa diocesi.
I due vescovi furono consacrati all'episcopato da Tadeusz Majewski il 27 maggio 1987 nella Cattedrale di Santa Maria Maddalena a Breslavia.
A causa di cattive condizioni di salute dovette rassegnare le dimissioni, e dal 17 luglio 2004 è divenuto ordinario della diocesi di Breslavia il decano infulato Stanisław Bosy; quest'ultimo è parroco della parrocchia dei Santi Pietro e Paolo a Stettino, e ha quindi stabilito che la sede episcopale sarà spostata a Stettino.

## Genealogia episcopale
La genealogia episcopale è:
CHIESA CATTOLICA
- Cardinale Scipione Rebiba
- Cardinale Giulio Antonio Santori
- Cardinale Girolamo Bernerio, O.P.
- Arcivescovo Galeazzo Sanvitale
- Cardinale Ludovico Ludovisi
- Cardinale Luigi Caetani
- Vescovo Giovanni Battista Scanaroli
- Cardinale Antonio Barberini iuniore
- Arcivescovo Charles-Maurice le Tellier
- Vescovo Jacques Bénigne Bossuet
- Vescovo Jacques de Goyon de Matignon
- Vescovo Dominique Marie Varlet

CHIESA ROMANO-CATTOLICA OLANDESE DEL CLERO VETERO EPISCOPALE
- Arcivescovo Petrus Johannes Meindaerts
- Vescovo Johannes van Stiphout
- Arcivescovo Walter van Nieuwenhuisen
- Vescovo Adrian Jan Broekman
- Arcivescovo Jan van Rhijn
- Vescovo Gisbert van Jong
- Arcivescovo Willibrord van Os
- Vescovo Jan Bon
- Arcivescovo Johannes van Santen

CHIESA VETERO-CATTOLICA
- Arcivescovo Hermann Heykamp
- Vescovo Gasparus Johannes van Rinkel
- Arcivescovo Gerardus Gul

CHIESA CATTOLICA NAZIONALE POLACCA
- Vescovo Franciszek Hodur
- Vescovo Leon Grochowski

CHIESA POLACCO-CATTOLICA
- Vescovo Tadeusz Majewski
- Vescovo Wiesław Skołucki